# Packard Station Sedan
Packard Station Sedan — легковой автомобиль, выпускавшийся Packard с 1948 по 1950 год.

## История
Решение о приоритетном проектировании универсала после окончания Второй мировой войны принял вице-президент Эдвард Маколей (Edward Macauley). Как и большинство подобных автомобилей той эпохи, он имел характерные деревянные панели на кузове в стиле «Woody». В серию автомобиль пошёл в сентябре 1947 года. Стоимость составляла приблизительно $3425, что делало Station Sedan одним из самых дорогих универсалов в стране на тот момент.
Station Sedan оснащался рядным 8-цилиндровым двигателем Packard рабочим объёмом 288 куб. дюймов (4719 см³) мощностью 129 л. с (95 кВт). Коробка передач — стандартная 3-ступенчатая механическая «Unimesh», за дополнительную плату в $123 устанавливалось сцепление «Electromatic», а также овердрайв ($87). С 1949 года автомобили могли оснащаться автоматической трансмиссией «Ultramatic».
Выпущено: в 1947 году — 126 машин, в 1948 — 3,266, в 1949 — 472, всего — 3,864 штук. Из-за использования большого количества деревянных деталей автомобиль был недолговечен, что делает его очень редким и ценным для коллекционеров.
Производство было прекращено после 1950 модельного года.